# Universidade da Califórnia

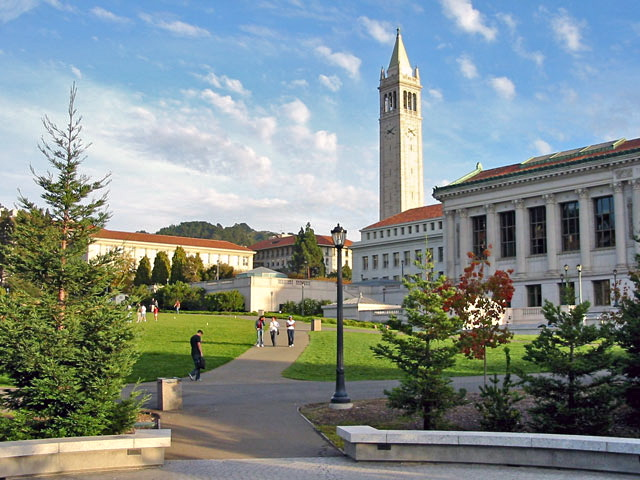
UC em Berkeley

A Universidade da Califórnia (em inglês:  University of California, UC) é uma instituição de ensino superior dos Estados Unidos mantida pelo Estado da Califórnia. Apesar da designação, a UC não é na realidade uma universidade singela, mas sim uma organização de cúpula que agrupa diversas universidades semi-autônomas espalhadas pelo território do Estado, constituindo um dos três sistemas públicos estaduais de ensino superior da Califórnia (os outros dois são a Universidade do Estado da Califórnia e o Sistema de Colégios Comunitários da Califórnia). Cada uma das universidades constituintes é referida como um "campus da UC". Entre os seus campi incluem-se os de Los Angeles (UCLA), Berkeley (UC Berkeley), San Diego (UCSD), Davis, Irvine, Merced, Riverside, São Francisco, Santa Cruz e Santa Bárbara.
Possui um total de 10 campi. Emprega mais vencedores de Prêmio Nobel do que qualquer outra instituição de Ensino Superior no mundo.

## Administração
Os Regentes da Universidade da Califórnia compõem o conselho de administração da Universidade da Califórnia. Tal como acontece com quase todos os outros sistemas universitários públicos em todos os Estados Unidos, o Conselho de Regentes é tratado como o verdadeiro partido em interesse para todos os efeitos sob a lei da Califórnia. Todas as ações da universidade são feitas em seu nome, todos os graus acadêmicos são conferidos em seu nome, todas as propriedades da UC são mantidas em seu nome (e é marcada por sinais indicando "Propriedade dos Regentes da Universidade da Califórnia"), todas as contas bancárias são mantidas em seu nome (e todos os cheques devem ser escritos como a pagar a "UC Regents"), e todos os processos judiciais envolvendo a Universidade sempre se referem especificamente aos Regentes.
O Conselho tem 26 membros completos eleitos por votação. A maioria (18 Regentes) é nomeada através de nomeação pelo governador da Califórnia, e confirmação pelo Senado Estadual da Califórnia, para um acordo de 12 anos. Os restantes 7 Regentes são membros ex-officio. Eles são o governador, vice-governador, presidente da Assembléia Estadual, Superintendente Estadual da Instrução Pública, presidente e vice-presidente das associações de alunos da UC, e presidente da Universidade da Califórnia. O Conselho também tem dois representantes do corpo docente sem direito a voto. A entrada Student Regent serve como um Regente não-votante indigitado a partir da data de seleção (geralmente entre julho e outubro) até o começo de seu mandato formal, o seguinte 1º de julho. A grande maioria dos regentes nomeados pelo Governador historicamente consiste de advogados, políticos e executivos. Ao longo das últimas duas décadas, tem sido comum que Regentes nomeados da UC doem somas relativamente grandes de dinheiro, quer diretamente para as campanhas eleitorais do governador ou indiretamente a grupos eleitorais do partido.